# Плејно (Кентаки)
Плејно (енгл. Plano) насељено је место без административног статуса у америчкој савезној држави Кентаки.

## Демографија
По попису из 2010. године број становника је 1.117.
| Група             | 2000.    | 2010.         |
| Белци             | 0 (0,0%) | 1.041 (93,2%) |
| Афроамериканци    | 0 (0,0%) | 34 (3,0%)     |
| Азијати           | 0 (0,0%) | 10 (0,9%)     |
| Хиспаноамериканци | 0 (0,0%) | 18 (1,6%)     |
| Укупно            | 0        | 1.117         |